# 番 (動物学)
番（つがい、番い、英: pair）とは、何らかの絆を持った子孫を生み出すために時間をかけて協力する一対の動物の組み合わせのこと。例えば、多くの鳥類は繁殖期、種によっては生涯にわたって番を結んで交尾を行う。例えば、繁殖中の2羽の鳥が分担して巣を作ったり、卵を孵化させたり、幼鳥に餌を与えて保護する作業を行う。しかし、マウンテンゴリラのように雄が雌のハーレムを持つ場合には、この用語は一般的に用いられない。
番と呼ばれる組み合わせは、通常脊椎動物のみに見られるが、ロードハウナナフシのような例外もある。両生類や爬虫類において番は稀であるが、オーストラリアのマツカサトカゲの仲間は長期的な番を持つ例外にあたる。魚類の中では短期的な番を形成するが、フレンチエンゼルフィッシュは長期にわたる番を形成すると考えられている。鳥類では番はかなり一般的である。哺乳類では番は珍しく、雄と雌が交尾のためだけに出会うか（例: ヒグマ）、優位な立場の雄が雌のハーレムを持つ（例: セイウチ）のが一般的である。